# 김진의
김진의(1946년 7월 30일~)는 대한민국의 교수이다.

## 업적
김진의가 발표한 논문의 피인용회수는 총 7915회로
노벨상 수상자의 평균에 근접한다. 주요 연구 결과로는 매우 가벼운 액시온에 대한 연구로서 매우 가벼운 액시온은 암흑물질을 설명할 수 있고 초끈이론에서 흔히 나타나며 초끈이론을 설명하는 중요한 단서가 되리라고 생각된다.
1980년대 초창기에는 소위 Invisible axion이라 불렸던 아주 가벼운 액시온을 창안하여, 암흑물질 후보중 하나로 이용되는 액시온의 근간을 설정하는데 기여하여 두 편의 세계적 개괄논문도 집필하였다. Invisible axion은 QCD가 CP 대칭성을 보존해야 하는 이론 중 가장 아름다운 대칭성과 연관되어 있을 뿐만 아니라 초끈모형에 항상 나타나는 입자이고 또한 앞으로 발견 가능한 암흑물질 후보이다.
입자물리에서 표준모형을 뛰어넘는 초중력 모형에 꼭 나타나는 초중력자가 팽창우주론에 미치는 영향으로서, 팽창우주론에서 초기 팽창 시기 후 최고 가능한 우주의 온도를 109 GeV로 계산했다.
초대칭성이 있는 초중력 모형에서의 힉스입자와 관련된 뮤-문제의 제기 및 가능한 해를 요사이 Kim-Nilles 모형으로 알려진 방법을 제시했다. 초중력이론은 자연스럽게 초끈이론 분야에서 차원줄임으로 얻어지므로 초끈이론의 오비폴드 차원줄임에도 일정부분 공헌을 했다고할 수 있다.

## 수상 경력
- 2001년 독일에서 훔볼트 연구상 수상(상금:10만 마르크)[8]
- 2002년 과학기술장혁신장 수상
- 2003년 대한민국 최고과학기술인상 수상
- 2011년 근정포장 수상

## 같이 보기
- 액시노